# Distrito de Santa Ana (Castrovirreyna)
El Distrito peruano de Santa Ana es uno de los trece distritos de la Provincia de Castrovirreyna, ubicada en el Departamento de Huancavelica, bajo la administración del Gobierno regional de Huancavelica, en la zona de los andes centrales del Perú.  Limita por el norte con la Provincia de Huancavelica y el Castrovirreyna; por el sur con el Distrito de Castrovirreyna y con la Provincia de Huaytará; por el este con la Provincia de Huancavelica; y, por el oeste con el Distrito de Castrovirreyna.
Desde el punto de vista jerárquico de la Iglesia católica, forma parte de la Diócesis de Huancavelica.

## Historia
La fecha de creación por ley de este distrito es el 8 de enero de 1965, dada en el primer gobierno del Presidente Fernando Belaúnde Terry.

## Geografía
La población total en este distrito es de 1 983 personas. y tiene un área de 622,1 km².

## Autoridades

### Municipales
- 2023 - 2026[5]
  - Alcalde: Lic. Fernando Mulato Sanchez,  MOVIMIENTO REGIONAL AGUA.
- 2011 - 2014[6]
  - Alcalde: Simeón Oseas Apari Suárez,  Partido Aprista Peruano (PAP).
  - Regidores: Crescenciano Sánchez Vila (PAP), Narciso Machuca Conce (PAP), Luis Bernardo Quispe Baltazar (PAP), Matilde Machuca Cayetano (PAP), Federico Bruno Paucar Huamán (Partido Popular Cristiano).[7]
- 2007 - 2010
  - Alcalde: Félix Edgar Rojas Clemente,[8] Alianza electoral Unidad Nacional.

### Policiales
- Comisario:   PNP.

### Religiosas
- Diócesis de Huancavelica[9]
  - Obispo de Huancavelica: Monseñor Isidro Barrio Barrio.[10]
- Parroquia
  - Párroco: Pbro.